# Válvula de gaveta

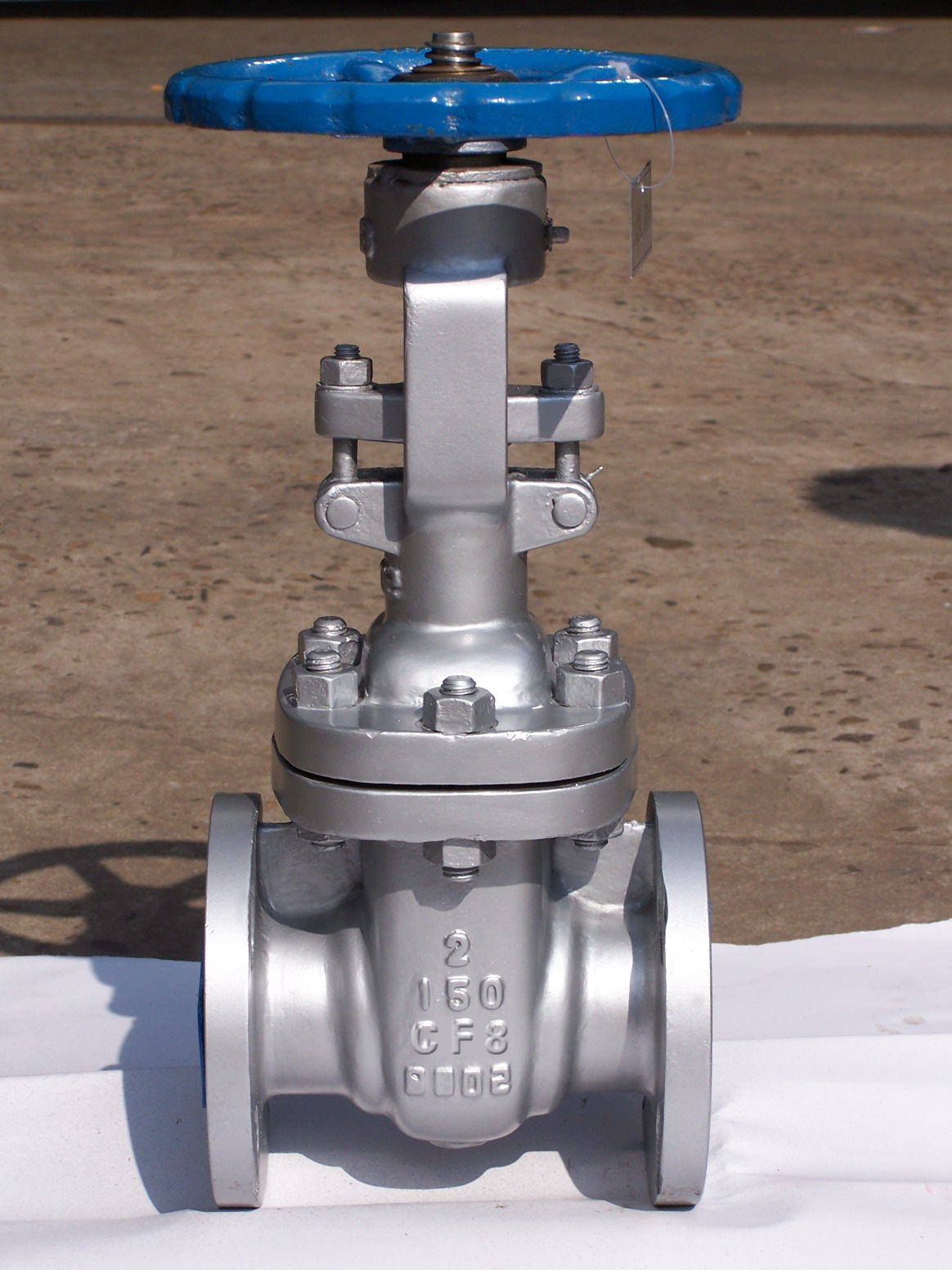
Uma válvula de gaveta de aço inoxidável

Uma válvula de gaveta é uma válvula que se abre levantando uma porta/cunha (a dita "gaveta") redonda ou retangular para fora do trajeto do fluido.
A característica distinta de uma válvula de gaveta é que a superfície de vedação entre a "gaveta" (também chamada "obturador") e sua sede ("berço") é plana, então válvulas de gaveta são usadas frequentemente quando é desejado um fluxo em linha reta e restrição hídrica mínima. As faces da "gaveta" podem apresentar uma forma de cunha ou podem ser paralelas. Válvulas de gaveta típicas nunca devem ser usadas para regular o fluxo, a menos que elas sejam projetadas especificamente para esse propósito. Válvulas de gaveta típicas são projetadas para ser totalmente abertas ou fechadas, portanto, normalmente, liberar ou obstaculizar completamente o fluxo. Ao abrir a válvula de gaveta, o trajeto do fluxo é aumentado de uma forma altamente não-linear com relação à porcentagem de abertura. Isto significa que a taxa de fluxo não muda com o percurso da coluna. Além disso, uma "gaveta" parcialmente aberta tende a vibrar com o fluxo de fluido. A maioria das mudanças de fluxo ocorre próximo ao fechamento com uma velocidade relativamente alta de fluido que causa o desgaste da "gaveta" e de sua sede e eventuais fugas se usada para regular o fluxo. Quando totalmente aberta, a típica válvula de gaveta não produz obstrução ao trajeto do fluxo, resultando em perdas por atrito muito baixas, logo, baixa perda de carga.
Válvulas de gaveta são caracterizadas como tendo tanto uma haste (tronco) aumentada ou não ascendente. Hastes ascendentes (rising stems) fornecem uma indicação visual da posição da válvula, pois a haste é anexada à gaveta de tal forma que a gaveta e a haste sobem e descem em conjunto, na medida em que a válvula é operada. Válvulas de haste não ascendente podem ter um ponteiro roscado na extremidade superior para indicar a posição da válvula, uma vez que a gaveta se desloca para cima ou para baixo da haste sobre a guia, sem levantar ou abaixar a haste (apenas a porca de manobra, presa à gaveta, se desloca, não elevando-se a haste). Hastes não ascendentes são usadas no subsolo ou onde o espaço vertical é limitado.
Tampas (bonnet) proporcionam fechamento hermético para o corpo da válvula. As válvulas de gaveta podem ter um parafuso, em união, ou tampa aparafusada. Tampas roqueáveis (screw-in) são mais simples, oferecendo um selo durável, à prova de pressão. Tampas de junção são adequadas para aplicações que necessitem de controle e manutenção frequentes. Também dão o corpo um aumento de resistência mecânica. Tampas parafusadas são usadas para válvulas maiores e aplicações de maior pressão.